# Rowdy Gaines
Ambrose Gaines IV, detto Rowdy (Winter Haven, 17 febbraio 1959), è un ex nuotatore statunitense.
Specializzato nello stile libero, ha vinto tre medaglie d'oro alle olimpiadi di Los Angeles 1984.
Impossibilitato a gareggiare alle Olimpiadi di Mosca del 1980 nel ruolo di favorito nelle sue specialità a causa del boicottaggio statunitense, si presentò alle Olimpiadi di Los Angeles 1984 non più con i favori del pronostico.
La gara dei 100 m stile libero fu da lui vinta davanti al favorito australiano Mark Stockwell soprattutto grazie ad una partenza perfetta dopo l'assai repentino colpo dello starter (colpo che lasciò impreparato l'avversario, talmente furibondo a fine gara da asserire l'ipotesi di una falsa partenza di Gaines; ipotesi poi smentita dai controlli di rito, che anzi evidenziarono l'errore di Stockwell e la prontezza di Gaines).
Gaines è uno dei Membri dell'International Swimming Hall of Fame.

## Palmarès
- Olimpiadi

Los Angeles 1984: oro nei 100m sl e nelle staffette 4x100m sl e 4x100m misti.
- Mondiali

1978 - Berlino: oro nelle staffette 4x100m e 4x200m sl e argento nei 200m sl.
1982 - Guayaquil: oro nelle staffette 4x100m sl, 4x200m sl e 4x100m misti, argento nei 100m e 200m sl.
- Giochi panamericani

1979 - San Juan: oro nei 200m sl e nelle staffette 4x100m e 4x200m sl.
1983 - Caracas: oro nei 100m sl e nelle staffette 4x100m sl, 4x200m sl e 4x100m misti, bronzo nei 200m sl.

## Riconoscimenti
- World Swimmer of the Year: 1980